# Bernhard Spangenberg
Hugo Bernhard Spangenberg (* 14. November 1891 in Dresden; † 1949) war ein deutscher Jurist, Beamter und Politiker (CDU). Er war stellvertretender sächsischer Finanzminister.

## Leben
Spangenberg studierte zwischen 1911 und 1914 Rechts- und Staatswissenschaften an den Universitäten Freiburg, Rostock und Leipzig und promovierte zum Dr. iur. Eine schwere Verwundung im Ersten Weltkrieg trug ihm den Status „Schwerkriegsbeschädigter“ ein. Von 1919 bis 1922 war er im sächsischen Justizdienst tätig. Ab 1922 war er Mitarbeiter des Finanzministeriums. 1923 wurde er zum Regierungsrat, 1927 zum Oberregierungsrat ernannt. Bis 1933 lehrte er an der sächsischen Verwaltungsakademie in Dresden. 1933 schied er aus den meisten Funktionen aus. Während der NS-Diktatur stand er zeitweise unter Aufsicht der Gestapo.
Nach Kriegsende trat Spangenberg 1945 der Christlich-Demokratischen Union Deutschlands (CDU) bei. Im Mai/Juni 1945 leitete er die Abwicklungsstelle des sächsischen Ministeriums der Finanzen beim Dresdner Oberbürgermeister. Im Juli 1945 gehörte er in der Landesverwaltung Sachsen als Ministerialdirektor zu den Leitern des Ressorts Finanzen und Steuern. Im Dezember 1945 wurde er Leiter der Hauptabteilung I des Ministeriums der Finanzen der Landesregierung Sachsen und Stellvertreter des Ministers Gerhard Rohner. Ab Oktober 1945 war er Mitglied des Verwaltungsrates der Sächsischen Landesbank.
Seit 1920 war er mit Marianne Johanna geb. Bruck, der geschiedenen Frau des Berliner Kunstmalers Ludwig Kurt Polborn, verheiratet.

## Schriften
- Deutschlands Reparationslasten. Wilhelm Limpert, Dresden 1929.
- Die Zukunft der Reparationen. Georg Stilke, Berlin 1931.